# ويليام كينيدي (سياسي)
ويليام كينيدي (بالإنجليزية: William Kennedy)‏ هو سياسي أمريكي، ولد في 1775 بمقاطعة ساسكس في الولايات المتحدة، وتوفي في 1826. حزبياً، نشط في الحزب الجمهوري الديمقراطي. وقد انتخب حاكم نيو جيرسي ‏ (19 يونيو 1815 – 26 أكتوبر 1815).